# Robert Alfred Theobald
Pour les articles homonymes, voir Theobald.
Robert Alfred Theobald né le 25 janvier 1884 à San Francisco, en Californie,  et mort le 13 mai 1957 à Boston (Massachusetts) a été un  contre-amiral américain au cours de la Seconde Guerre mondiale.

## Biographie
Né à San Francisco, en Californie, Theobald a fréquenté l'université de Californie en 1902 avant d'entrer dans la Académie navale d'Annapolis, dont il sort diplômé en 1906, et est nommé ensign en 1908.

### Carrière avant la Seconde guerre mondiale
Son premier commandement, alors qu'il a été promu lieutenant, a été le destroyer USS Walke (DD-34), en 1915-1916.
Pendant la Première Guerre mondiale, il sert comme officier d'artillerie sur le cuirassé USS New York, de la 9e division des cuirassés , qui a opéré dans l'Atlantique, avec la Grand Fleet britannique en 1917-18. Il a été promu commander en septembre 1918.
Theobald a servi comme commandant-en-second de l'École navale supérieure entre 1919-21, puis a passé les années 1922 à 1924 au sein du commandement des destroyers de la Flotte d'Asie (United States Asiatic Fleet), avant de prendre le commandement de l'École navale supérieure en 1924-1927. Il a ensuite passé deux ans comme commandant-en-second du cuirassé USS West Virginia, avant de suivre le cours "senior" de l'École de guerre navale (Naval War College).
En 1930, il a servi comme secrétaire à la planification de guerre au département de la Marine des États-Unis, et en tant que membre du Comité mixte interarmées de planification Armée-Marine. En février 1932, il fut promu au grade de captain, et a été chef d'état-major des Destroyers de la Flotte du Pacifique, en 1932-1934. Il a été membre de la classe « avancée » à l'École de guerre navale, et a participé à une étude de séminaire sur Le Japon et la guerre dans le Pacifique en 1934-1935, et a été alors chargé de la Division de Stratégie de l'École de guerre.
En 1937, il est nommé commandant du cuirassé USS Nevada, puis a servi en tant que chef d'état-major de l'amiral Bloch, Commandant-en-Chef de la Flotte des États-Unis en 1939. Il a rejoint le General Board au début de 1940 et a été promu au grade de contre-amiral en juin, servant en tant que commandant de la 3e division de croiseurs, puis comme commandant de la 1re flottille de destroyers de la Flotte du Pacifique.

### Pendant la Seconde guerre mondiale
Dans la matinée du 7 décembre 1941, une vingtaine de navires de la 1re flottille de destroyers étaient amarrés à Pearl Harbor lors de l'attaque des Japonais. Le contre-amiral Theobald, à partir de son navire amiral temporaire, le bâtiment de soutien logistique USS Dobbin (AD-3), en a été réduit à effectuer un tir anti-aérien, et à envoyer la 2e division de destroyers sortir du port pour établir une patrouille.
Le contre-amiral Theobald a reçu le commandement des Destroyers de la Flotte du Pacifique (ComDesPac) de décembre 1941 à mai 1942, avant d'être nommé commandant de la Force du Pacifique Nord (Task Force 8). Il a subi, au moment de la bataille de Midway, l'attaque de forces navales japonaises dans les îles Aléoutiennes.
Persuadé que l'attaque japonaise d'Attu et de Kiska serait une erreur stratégique, ce en quoi il avait sans doute raison, le contre-amiral Theobald a préféré positionner ses forces pour couvrir Unalaska et son port, Dutch Harbor. Mais les forces japonaises vont aller occuper les deux petites îles, à l'extrémité occidentale de l'arc aléoutien, et faute d'une couverture aérienne suffisante, il ne peut s'opposer au bombardement d'Unalaska, par l'aviation embarquée de porte-avions japonais.
Alors que s'est préparée, au second semestre 1942, la reconquête de ces seuls territoires du continent américain occupés par les Japonais, le contre-amiral Théobald, en tant que commandant-en-chef interarmées de la Zone du Pacifique Nord, ne parvint pas établir une relation harmonieuse avec le brigadier général Buckner, qui commandait les forces terrestres américaines en Alaska. Il a alors été remplacé début janvier 1943, par le contre-amiral Thomas C. Kinkaid.
Il a reçu alors le commandement du 1er district naval (à Kittery, face à Portsmouth) et de l'arsenal de Boston, qu'il a exercé jusqu'en octobre 1944. Il a été mis à la retraite en février 1945.
Robert A. Theobald a connu une certaine notoriété  avec un livre publié en 1954, Le Secret de Pearl Harbor, préfacé par le contre-amiral Kimmel et l'amiral Halsey. Ce livre accusait l'administration Roosevelt d'avoir eu connaissance du projet d'attaque, grâce au décryptage des messages diplomatiques japonais, et de l'avoir caché pour faire entrer les États-Unis dans la guerre.
Le contre-amiral Theobald est décédé à Boston (Massachusetts), le 13 mai 1957. Il a été enterré au cimetière national d'Arlington.